# Volvic
Volvic là một xã trong tỉnh Puy-de-Dôme, thuộc vùng hành chính Auvergne-Rhône-Alpes của nước Pháp, có dân số là 4202 người (thời điểm 1999). Thương hiệu của một loại nước suối mang tên xã này khi người ta khám phá ra nguồn nước suối Volvic năm 1927.

## Nhân khẩu học
| 1962 | 1968 | 1975 | 1982 | 1990 | 1999 |
| ---- | ---- | ---- | ---- | ---- | ---- |
| 2681 | 3030 | 3253 | 3587 | 3930 | 4202 |